# آری دیجیتال نتورک
آری دیجیتال نتورک ({{lang-ur|ARY ڈیجیٹل شبکه) شرکت رسانه‌ای پاکستانی است، که در سال ۲۰۰۰ تأسیس شد.